# Monte María
El Monte María es un cerro de aproximadamente 658 m s. n. m. que se ubica en el este de la isla Gran Malvina del archipiélago de las Malvinas, que según la Organización de las Naciones Unidas (ONU), está en litigio de soberanía entre el Reino Unido, quien la administra como parte del territorio británico de ultramar de las Malvinas, y la Argentina, quien reclama su devolución, y la integra en el departamento Islas del Atlántico Sur de la provincia de Tierra del Fuego, Antártida e Islas del Atlántico Sur.
Este monte es la más alta de las montañas Hornby, localizándose en el sector norte de esa cadena montañosa, en la zona de la costa occidental del estrecho de San Carlos que lo separa de la Isla Soledad. También se encuentra al noroeste de Puerto Mitre, que se encuentra en las faldas de este monte.
Asimismo es la tercera elevación más alta de la isla Gran Malvina, después de los montes Independencia y Robinson. 
Como la mayoría de los topónimos malvinenses, su nombre es de origen español, anterior a la ocupación británica de las Malvinas.

## Geografía y geología
Como una de las montañas más altas de las Malvinas (con más de 610 m s. n. m.), que experimentaron alguna glaciación, tiene:

"glarciares de circo marcados con pequeños lagos de origen glaciar en las sus bases, crestas morrenas depositadas por debajo de los circos sugieren que los glaciares y las cúpulas de hielo estaban confinadas a áreas de máxima elevación con otras partes de las islas experimentaron un clima periglaciar"

Mapa geológico de las Malvinas

La formación Monte María es una estructura geológica integrante del grupo Gran Malvina y con 800 metros de espesor. Con este nombre se agrupó a las formaciones Puerto Ruiseñor (Puerto Philomel) y Puerto Argentino/Stanley. Está integrada por areniscas micáceas blandas y amarillas, lutitas areniscosas pardo grisáceas y areniscas lajosas que se acumularon en ambiente continental. Fue datada del Devónico.